# Viorel Onuțu
Pas d'image ? Cliquez ici

a Compétitions nationales et continentales officielles uniquement.

b Matchs officiels uniquement.
Viorel Romeo Onuțu, né le 14 juillet 1946 à Bucarest, est un joueur et entraîneur roumain de rugby à XV.

## Biographie
Onuțu quitte la Roumanie communiste en 1971 pour s'établir en France.
Ses fils, Nicolas Onuțu et Julien Onuțu, sont également joueurs de rugby.

## Palmarès
- Champion de Roumanie (3): 1966, 1967, 1970